# Anarkistisk tidskrift
Anarkistisk tidskrift var en svensk anarkistisk tidskrift som utgavs åren 1990–1998.
Tidskriften gavs ut med totalt 12 nummer mellan 1990 och 1998 av Föreningen Anarkistisk tidskrift, ledd av en redaktionskommitté bestående av bland andra Magnus Hörnqvist, Ted Nordstrand, Börje Bergfeldt och Per Erixon.
Bland text- och artikelförfattarna syntes utöver redaktionsmedlemmarna Marsha Hewitt, John P. Clark, Jens Björneboe, Gun Nordstrand, Birger Schlaug, Jaques Wallner, Pia Laskar, Mattias Gardell, Noam Chomsky, Janne Flyghed, Jonas Fogelqvist, Jan Wiklund, Bosse Lindqvist, Stellan Vinthagen, Per Wirtén, Kristina Koppel, Torbjörn Säfve, Ragnar Ohlsson, Murray Bookchin, Ulf B. Andersson, Birgit Rommelspacher, Cindy de Witt, Ingemar Sjöö, Mattias Forshage, Ingemar Nilsson, Joyce Kornbluh, Jose Luis Vivas, Ruth Svensson, Anna-Klara Bratt, Gerda Christensson, Eva Fuchs, Detlef Hartmann, Maria Sundvall, Ingrid Strobl och Olle Meurling.